# 身分标识方式
身份标识方式是用来验证一个人的身份的手段，在不同的地点、历史时期和应用环境中，身分标识方式是不一样的。但总体而言，大多数身分标识方式都会记载所有者的姓名、住址、出生地、出生日期等个人信息、有些还会有照片。

## 方式

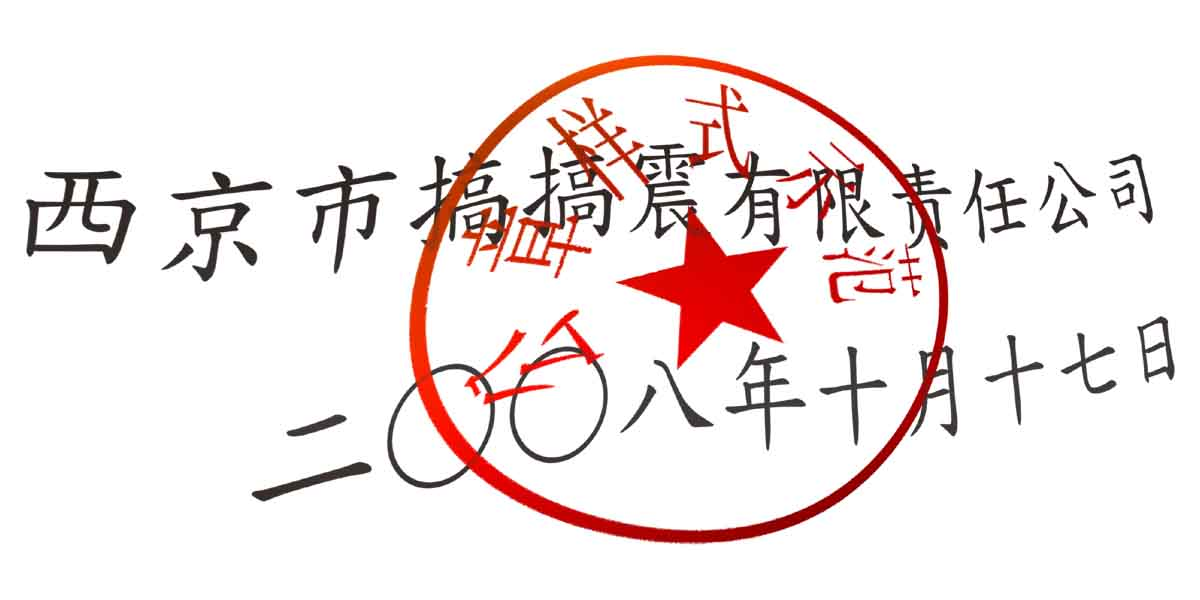
中國大陸公章使用示範

在对人的认证方面，普遍使用的是身分证、护照、居住证、证明信（介绍信）、永久居留证（俗称绿卡，因为美国的永久居留权证是绿色的）、驾照、健康码等。在中国大陆，户口本也是有效身分证件和身分标识方式。
随着技术的发展，有些身分标识方式开始使用防伪标识，然后是条形码，又然后是磁条，再然后是IC芯片。此外还有自愿或非自愿提供的指纹、虹膜、声音，DNA，人脸、亲朋通讯录等等。DNA是非常专业的方式，一般用于确认死者的身分或者诉讼；音色和虹膜也都会受到健康状况的影响；而人脸识别则可能受面具影响。但几乎所有方式都有可以被伪造的风险。
随着条形码、磁条、IC芯片的使用，身分标识方式已经可以让机器读取其上的信息了。在机器裡，身分标识方式需要的并不是卡片本身。对机构进行的身分标识方式，往往用公章和法人代码。随着技术的发展，數位身分也被广泛使用。
在对文件内容的认证方面，中国大陆的个人文件一般采用落款加签名，历史上落款加指纹或按指印也被广泛使用，企业文件一般采用落款加盖公章或落款加企业代表人签名再加盖公章。在香港、新加坡和西方国家，个人文件一般也都是采用落款加签名的认证方式，此外在香港、新加坡和台湾，私章也有使用。在西方世界，印也得到使用，但是人们对印的重视程度与东亚地区人大不相同。

## 面向机器的身份标识方式
一对用户名和密码就是最为常见的身份标识方式。将身份标识方式储存在卡片里也是可以的，比如在传统的身份标识方式加上条形码，或者磁条，或者IC芯片。比较彻底的方式是数字身份。

### 比较各种身份标识方式的安全特征
按标识方式的本质来分：
- 用户名或者用户名和密码
- 數位身分，用户记住是不太可能的。一般的做法是系统自行进行了加密，用户透過口令存取。现在在大陆，很多CA的实现方式是将數位身分储存在IC卡裡。

按标识方式的储存介质来分：
- 条形码
- 磁条
- IC芯片